# Васа Михаиловић
Василије Васа Михаиловић (енгл. Vasa D. Mihailovich; Београд, 1926. — Стамфорд, 2015) био је српско-амерички професор, књижевник и преводилац. Његов најзначајни рад је превођење многих дела са српског на енглески језик. Изборио се за увођење студијског програма српскохрватског језика на Универзитету Северне Каролине. У то време, 1961. године, на источној обали Сједињених Америчких Држава само је на Харварду постојао студијски програм за српскохрватски језик.

## Радови
Изабрани радови Михаиловића:
- Превод Горског вијенца
- Превод песме Тражим помиловање Десанке Максимовић
- Превод песме Плаве легенде Јована Дучића
- Стари и нови вилајети (прозна поема)
- Бдења (прозна поема)
- Литија малих празника (прозна поема)
- Емигранти и друге приче (кратке приче)
- У туђем пристаништу (антологија)
- Расејано слово
- Contemporary Yugoslav Poetry (антологија)
- коаутор: Songs of the Serbian People: From the Collection of Vuk Karadžić [3]